# Počátky (Čestice)
Počátky (německy Pocžatka) jsou osada a katastrální území v okrese Strakonice v Jihočeském kraji. Území osady je rozděleno na tři části: západní část tvořená čp. 21, 23, 26 a 27 připadá k. ú. Doubravice u Volyně, malá severozápadní část tvořená čp. 68 (též označovaná jako Hanusovka) náleží k. ú. Nihošovice, a jihovýchodní část tvořená čp. 31, 32, 33 a 34 náleží k. ú. Počátky u Volyně. Osada tedy připadá dvěma obcím – naprostá většina k obci Čestice, ale osada Hanusovka k obci Nihošovice. Ke katastrálnímu území Počátky u Volyně náleží také osada Prkošín.
Počátky se nacházejí asi 5 km severozápadně od Volyně a asi 12 km jihozápadně od Strakonic. V roce 2021 zde žilo 29 obyvatel v deseti domech.
V Počátkách, konkrétně v osadě Hanusovka, se nachází kříž. Severně protéká potok Peklov a prochází silnice II/170. Jihozápadně od Počátek leží vrchol Altán (570 m n. m.).
| Rok            | 1869 | 1880 | 1890 | 1900 | 1910 | 1921 | 1930 | 1950 | 1961 | 1970 | 1980 | 1991 | 2001 | 2011 | 2021 |
| -------------- | ---- | ---- | ---- | ---- | ---- | ---- | ---- | ---- | ---- | ---- | ---- | ---- | ---- | ---- | ---- |
| Počet obyvatel | 32   | 28   | 27   | 28   | 30   | 32   | 21   | 16   | –    | 18   | 59   | 10   | 30   | 31   | 29   |
| Počet domů     | 5    | 5    | 4    | 4    | 4    | 4    | 4    | 4    | –    | 5    | 20   | 5    | 24   | 24   | 10   |